# 二胡
二胡（にこ、拼音: èrhú）は中国の伝統的な擦弦楽器の一種。2本の弦の間に挟んだ弓で弾く。琴筒はニシキヘビの皮で覆われている。

## 歴史
原型楽器は、唐代に北方の異民族によって用いられた奚琴という楽器であるとされる。この頃は現在のように演奏するときに楽器を立てず、横に寝かせた状態で棒を用いて弦を擦り、音を出した。宋代に入り演奏時に立てて弾く形式が広まり、この頃には嵆琴と字を変えて呼ばれるようになった。宋代宮廷のある嵆琴奏者が一本の弦で曲を弾いたエピソードが沈括《補筆談・楽律》に見え、この時ある程度の演奏技術が確立していたことが分かる。また同じく沈括《夢渓筆談》の記録より、宋代で既に馬の尻尾が弓に用いられていた様子がうかがえる。
近代になり劉天華等によって演奏技法が高度化され、それに伴い楽器自体も改良が重ねられた。1920年代、西洋音楽が中国に大量に入り、劉天華をはじめとした音楽家たちは中国の伝統文化と融合させた新しい音楽や奏法を開発した。劉天華は二胡独奏曲「良宵」「光明行」など十曲を作曲し、それまで演劇の伴奏が主体であった二胡に、独立した楽器としての地位を与えたのである。現在普及している形は、1950年代から（文化大革命の停滞期を挟み）1980年代ごろに出来上がったものが基本となっている。

## 分類
二胡は琴筒の形状、製作地によって大きく3つに分類され、以下の特徴がある。
蘇州二胡琴筒が表裏とも六角、裏面に透かし彫り。哀愁ある深い音色。
北京二胡琴筒の正面が八角形、裏側は円形。一般的には六角のものより音質が硬い。
上海二胡琴筒が表裏とも六角、裏面の透かし彫りが蘇州より細かい。みやげ用に大量生産されているものが多く、音色に個性がない。

## 広義の二胡
広義の“二胡”は以下の楽器も含む。それぞれ奏法や音域、音色、楽器の大きさや形状が異なる。
京二胡京劇の伴奏楽器として梅蘭芳が採用し、定着。サイズは京胡と二胡の中間。
高胡広東音楽（かんとんおんがく）の「高音二胡」の略称。別名「粤胡（えつこ）」（「粤」は広東地方の旧国名）
中胡「中音二胡」の略称。
低胡「低音二胡」の略称。音域の高い順に、小低胡（別名「大胡」）、中低胡、大低胡などに細分される。

## 三胡と四胡
- 二弦胡琴を「二胡」と呼ぶのに対して、三弦胡琴を三胡、四弦胡琴を四胡と呼ぶ。
- 三胡はもともとイ族の民族楽器だったが、1970年代以降、改良が加えられ中国の民族音楽の新しい楽器の一つに加えられた。
- 四胡は、清楽の「大胡琴」として昔の日本にも伝わっていた楽器である。

## 日本における「二胡」と「胡弓」

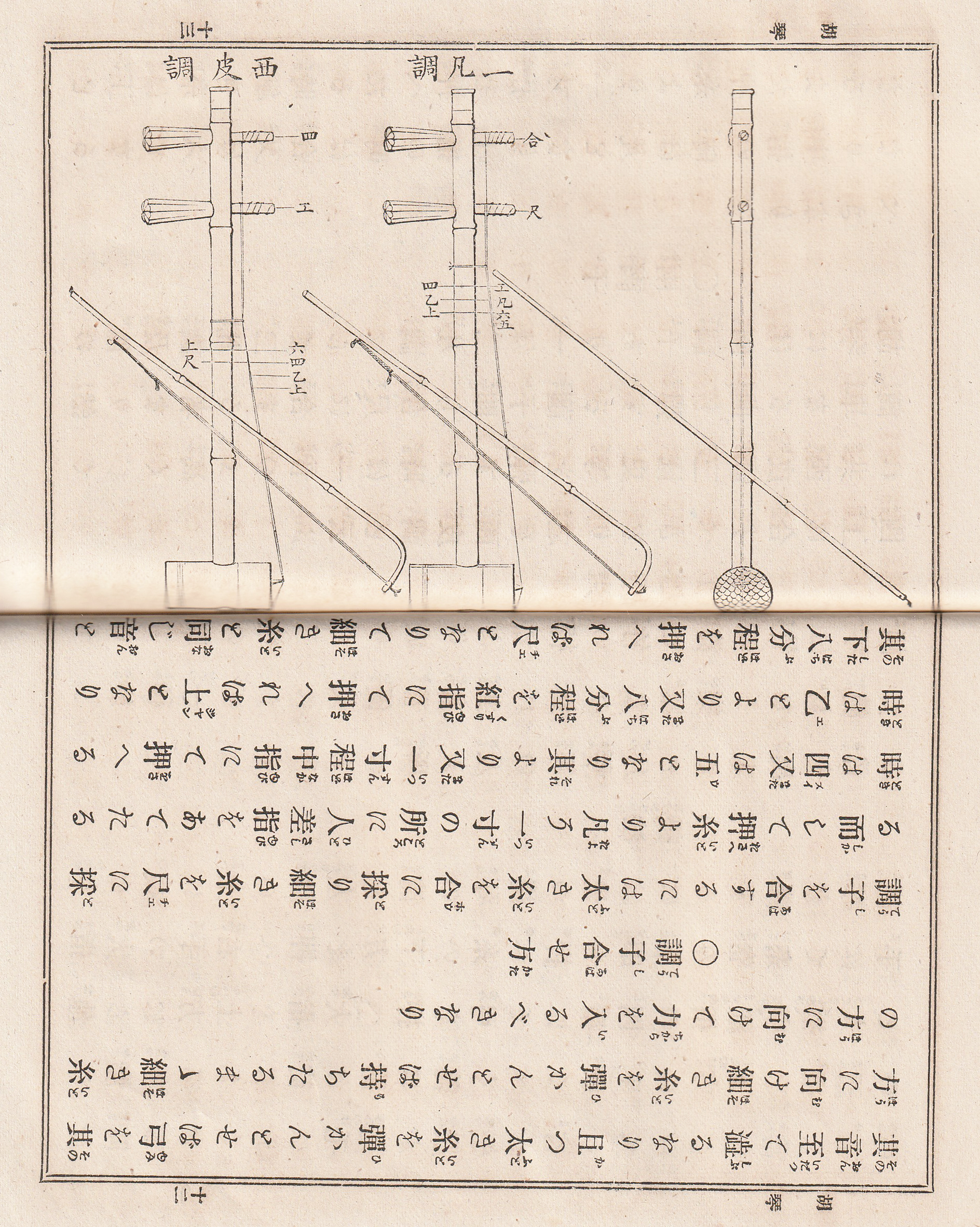
清楽の胡琴の絵図。1894年刊『明清楽之栞』より

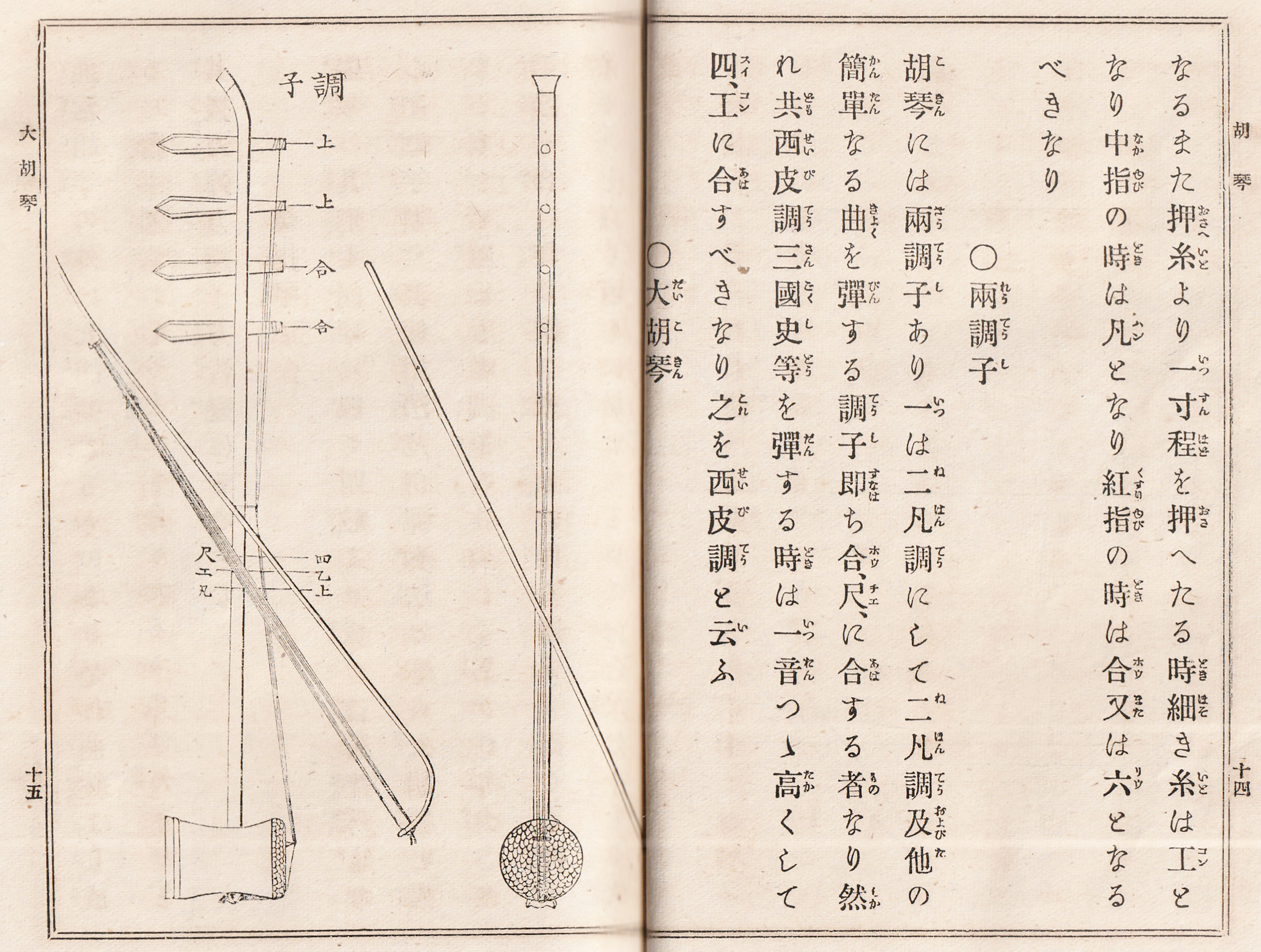
清楽の「大胡琴」(四胡)の絵図。1894年刊『明清楽之栞』より

日本においてはこの楽器を胡弓と呼ぶ場合があるが、中国の二胡と日本の胡弓には直接のつながりがなく、胡弓は日本の伝統楽器、および伝統的な擦弦楽器群の総称をいう。また、中国には胡弓と呼ばれる楽器はない。
江戸時代にはすでに明清楽（殊に清楽）の流行と共に二胡の原楽器である胡琴が演奏されていたが、きちんと「胡琴」と呼ばれ、胡弓とは区別されていた。しかし明治初期にはヴァイオリンをも胡弓と呼んだ例があり、「胡弓」が広義の意味で擦弦楽器の総称としても使われる一方、明治から昭和前半にかけ本来の胡弓が衰退して知名度が低下した結果、次第に混同されこのような誤用が起こったと考えられる。
またこの誤用が一般的に普及した背景もあってか、中国胡弓と紹介する例も存在する。ただし、この場合前出の「胡琴」や「京胡」などの中国の伝統的な擦弦楽器全般（「胡弓」の用法と同様に）を指す場合もあり、読み手には文脈上の注意が必要になる。
いずれにせよ、混同による問題を避けるためにも、楽器そのものの持つ文化的背景などを尊重するためにも、正確な呼称が用いられることがのぞましいが、楽器そのものの普及とともに、次第に解決されていくと考えられる。

## 代表的な作曲者
- 劉天華/Liú Tiānhuá
- 阿炳/A Bǐng
- 孫文明/Sūn Wénmíng
- 黄海懐/Huáng Hǎihai
- 朱昌耀/Zhū Chāngyào
- 楊興新/Yang Xingxin

## 代表的な作品
- 空山鳥語/kōng shān niǎo yǔ
- 二泉映月/èr quán yìng yuè
- 流波曲/liú bō qū
- 賽馬/sài mǎ
- 江南春色/jiāng nān chūn sè
- 無錫景/bu sheak ki